# Burgemeester De Monchyplein
Het Burgemeester De Monchyplein is een plein in Den Haag. Het plein ligt in de Archipelbuurt, tussen de Javastraat en de Burgemeester Patijnlaan en is vernoemd naar S.J.R. de Monchy, die tweemaal burgemeester van Den Haag was.
Op 12 juni 2004 werd het Monchyplein geopend door locoburgemeester Bruno Bruins.

## Het ontwerp
Het Monchyplein is een ontwerp van de Spaanse architect Ricardo Bofill in de eclectische stijl. Het complex omvat 423 woningen: enkele stadshuizen en negen appartementsgebouwen, die alle namen uit de oudheid kregen: Acropolis, Athena, Capitool, Crescent, Delphi, Forum, Gemini, Megaron, Olympus, Parthenon, Pergamon.
In het midden van het complex ligt een park. Voor het halfronde gebouw Crescent ligt een vijver, die gevoed wordt door Maaswater(niet meer De Beek), komend uit de tuin van het Vredespaleis, dan via een persleiding onder de Patijnlaan, waarna via de sloot langs Couperusduin en dan via een duiker onder de Patijnlaan door loopt.
Tussen gebouw Olympus en gebouw Capitool, grenzend aan de Kolfschotenlaan, die het plein doorkruist, zijn drie waterwerken. Bij het park is nog een waterval.

## Geschiedenis
In de 19de eeuw bevond zich hier het Alexanderveld. Dit exercitieterrein behoorde bij de Alexanderkazerne (1841), die zich aan de andere kant van de Patijnlaan bevond, maar het veld werd ook gebruikt voor de kermis en door demonstranten.
Van 1878 tot 1884 woonde Louis Couperus aan het aangrenzende Nassauplein; de achterkant van zijn huis keek uit over het Alexanderveld.
In 1953 werd aan de Patijnlaan een nieuw stadhuis gebouwd, dat groot genoeg was om alle ambtenaren onderdak te verlenen. Toch werden de raadsvergaderingen nog lang in de raadzaal van het oudere stadhuis aan de Javastraat gehouden.
In 1996 werd het stadhuis afgebroken en begon de bouw van het eerste gebouw aan het Monchyplein: Crescent. Eind 2003 waren alle woningen klaar. In 2007/2008 is nog een kantoorgebouw toegevoegd, waar het Landbouw Economisch Instituut nu de enige huurder is.

#### Irenemonument
Tussen het Nassauplein en de Kolfschotenlaan bevinden zich een jeu de boulesbaan en het bevrijdingsmonument van Den Haag. Officieel heet het monument 'Permanente Bevrijdingsdag', maar het wordt het Irenemonument genoemd.

Op 8 mei 1945 heeft de Prinses Irene Brigade Den Haag bevrijd. Na de oorlog heeft de Irene Brigade langs dit monument gedefileerd. Jaarlijks worden er bij het monument bloemen gelegd door enkele veteranen van de Irene Brigade, de Haagsche Schoolvereeniging (die het monument geadopteerd heeft), de bewonersorganisatie Archipel-Willemspark en de BBM (BewonersBelangen Monchyplein).

#### Ornamenten

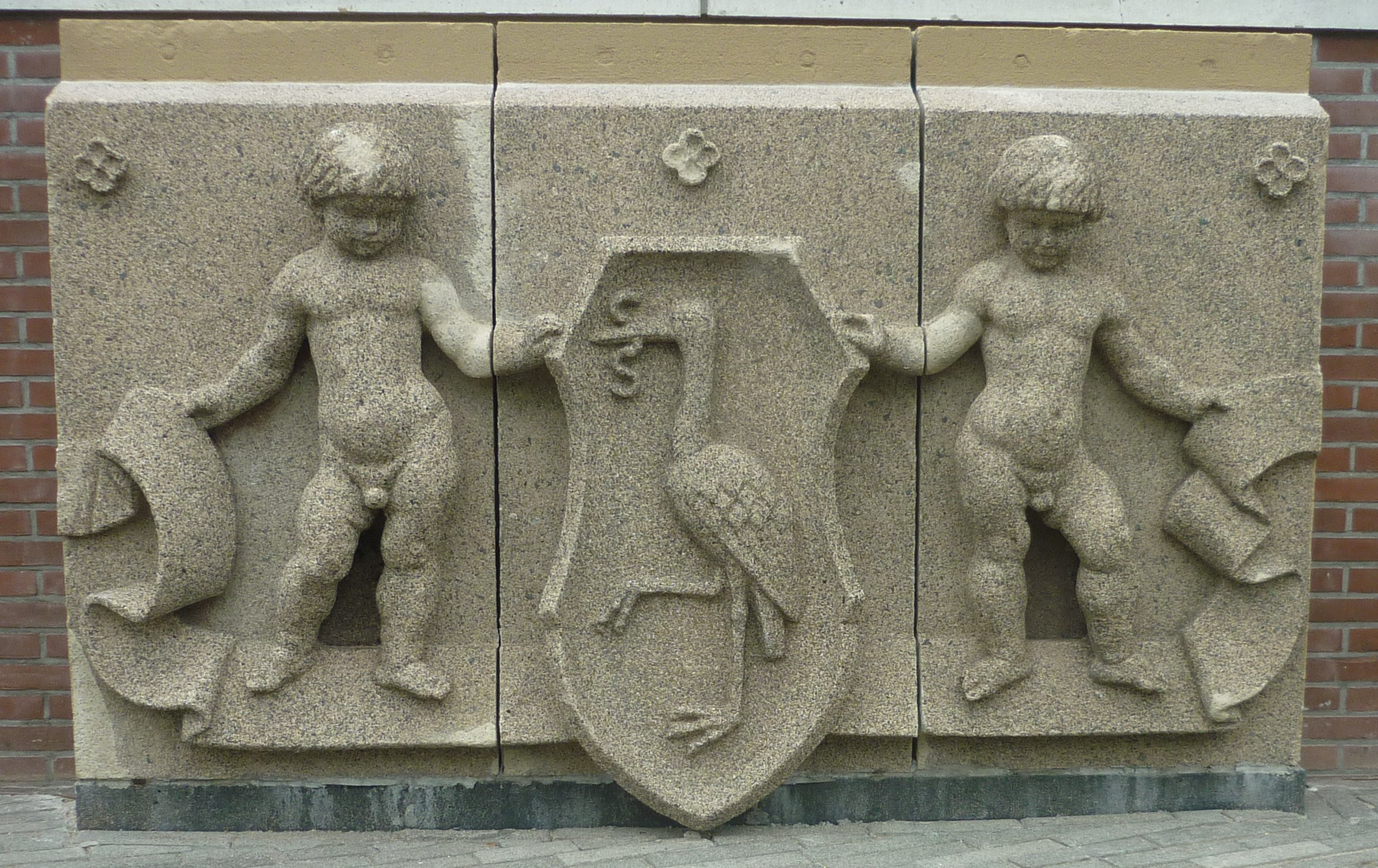
Stadswapen

Op het plein zijn zeven ornamenten aangebracht die afkomstig zijn van het oude stadhuis. De meeste zijn gemaakt door Dirk Bus. Aan iedere kant van de brug staan twee ornamenten, aan weerszijden van de waterval en in het gazon.
De gemeente vond later nog enkele ornamenten. Die zijn gerestaureerd en in 2010 op het Monchyplein geplaatst. Het meest opvallende is het stadswapen van Den Haag, dat op een muur tussen gebouw Megaron en gebouw Olympus is geplaatst.

#### Koningslinde
In 2013 werd door BewonersBelangen Monchyplein (BBM) tussen het water en gebouw Capitool een koningslinde geplant ter herdenking van de troonswisseling.